# Областная организация КПСС
Областная организация КПСС (разг. «областная парторганизация») — региональное отделение КПСС.

## Руководство
Руководство областной организацией КПСС осуществляли:
- областная конференция КПСС (разг. «областная партконференция») — высший орган;
- областной комитет КПСС (обком КПСС)[1] — высший орган между областными конференциями КПСС, избиравшийся ими;
- бюро обкома КПСС — высший орган между пленумами обкома КПСС, избиралось обкомом КПСС, состояло из первого секретаря обкома КПСС, второго секретаря обкома КПСС и членов обкома КПСС;
- комиссия партийного контроля при обкоме КПСС, в 1963-1965 гг. комитет партийно-государственного контроля при обкоме КПСС и облисполкоме;
- ревизионная комиссия областной организации КПСС.

## История
В 1919 году прежние комитеты РКП (б) были заменены губернскими организациями РКП (б), в ходе реформы административно-территориального деления в 1924—1929 гг. губернские организации были реорганизованы в областные организации. В 1963-1965 гг. делились на областные промышленные организации КПСС и областные сельские организации КПСС. После создания в июне 1990 года Коммунистической партии РСФСР некоторые областные комитеты КПСС в России стали именоваться областными комитетами КП РСФСР. Московский горком КПСС, имевший равный обкому статус, отказался менять своё название. После запрета КПСС 6 ноября 1991 года региональные партийные организации были распущены. 30 ноября 1992 года Конституционный суд России снял запрет с деятельности первичных организаций КП РСФСР (КПСС), что позволило восстановить партию как КПРФ. Поскольку был сохранён запрет на деятельность областных (краевых) комитетов партии, их пришлось сформировать заново.

## Первый секретарь
Первый секретарь областного комитета КПСС — высшее должностное лицо областной организации КПСС, избирался областным комитетом КПСС по предложению секретариата центрального комитета коммунистической партии союзной республики. Работа в данной должности фактически была обязательна для дальнейшего продвижения по службе (работе на руководящих постах в центральном аппарате ЦК республики или Союза). Вместе с тем эта должность часто использовалась и как «почётная ссылка», когда неугодного или провинившегося партийного работника уровня Политбюро, Секретариата, заведующего отдела ЦК отсылали руководить областной организацией партии.

## Из устава КПСС от 1972 года
Руководящие органы республиканских, краевых и областных организаций партии
43. Высшим органом областной, краевой, республиканской партийной организации является областная, краевая партийная конференция или съезд компартии союзной республики, а в промежутке между ними — областной комитет, краевой комитет, ЦК компартии союзной республики.
45. Областные, краевые комитеты, ЦК компартий союзных республик избирают бюро, в том числе секретарей комитета. Для секретарей обязателен партийный стаж не менее пяти лет. На пленумах комитетов утверждаются также председатели партийных комиссий, заведующие отделами этих комитетов, редакторы партийных газет и журналов. Для рассмотрения текущих вопросов и проверки исполнения в обкомах, крайкомах партии и ЦК компартий союзных республик могут создаваться секретариаты.
46. Пленум областного, краевого комитета, ЦК компартии союзной республики созывается не реже одного раза в четыре месяца.

Но следует учесть, что Устав партии фактически был только ориентиром, и не все действия партийных организаций на местах полностью соответствовали Уставу партии.

## Республиканский, краевые, областные комитеты КПСС на август 1991 года

### КП РСФСР

#### Обком
1. Амурский областной комитет КПСС
2. Архангельский областной комитет КПСС
3. Астраханский областной комитет КПСС
4. Белгородский областной комитет КПСС
5. Брянский областной комитет КПСС
6. Владимирский областной комитет КПСС
7. Волгоградский областной комитет КПСС
8. Вологодский областной комитет КПСС
9. Воронежский областной комитет КПСС
10. Горьковский областной комитет КПСС
11. Ивановский областной комитет КПСС
12. Иркутский областной комитет КП РСФСР
13. Калининградский областной комитет КП РСФСР
14. Калининский областной комитет КПСС
15. Калужский областной комитет КПСС
16. Камчатский областной комитет КПСС
17. Кемеровский областной комитет КПСС
18. Кировский областной комитет КПСС
19. Костромской областной комитет КПСС
20. Куйбышевский областной комитет КПСС
21. Курганский областной комитет КПСС
22. Курский областной комитет КПСС
23. Ленинградский областной комитет КПСС
24. Ленинградский городской комитет КПСС[англ.][7]
25. Липецкий областной комитет КП РСФСР
26. Магаданский областной комитет КПСС
27. Московский областной комитет КПСС
28. Московский городской комитет КПСС[англ.][4]
29. Мурманский областной комитет КПСС
30. Новгородский областной комитет КПСС
31. Новосибирский областной комитет КПСС
32. Омский областной комитет КПСС
33. Оренбургский областной комитет КПСС
34. Орловский областной комитет КПСС
35. Пензенский областной комитет КПСС
36. Пермский областной комитет КПСС
37. Псковский областной комитет КПСС
38. Ростовский областной комитет КПСС
39. Рязанский областной комитет КПСС
40. Саратовский областной комитет КПСС
41. Сахалинский областной комитет КПСС
42. Свердловский областной комитет КПСС
43. Смоленский областной комитет КПСС
44. Тамбовский областной комитет КПСС
45. Томский областной комитет КПСС
46. Тульский областной комитет КПСС
47. Тюменский областной комитет КПСС
48. Ульяновский областной комитет КПСС
49. Челябинский областной комитет КПСС
50. Читинский областной комитет КПСС
51. Ярославский областной комитет КПСС

#### Крайком
1. Алтайский краевой комитет КПСС
2. Краснодарский краевой комитет КПСС
3. Красноярский краевой комитет КПСС
4. Приморский краевой комитет КПСС[англ.]
5. Ставропольский краевой комитет КПСС
6. Хабаровский краевой комитет КПСС

#### АССР
1. Башкирский областной комитет КПСС
2. Бурятский областной комитет КПСС
3. Дагестанский областной комитет КПСС
4. Кабардино-Балкарский областной комитет КПСС
5. Калмыцкий областной комитет КПСС
6. Карельский областной комитет КПСС
7. Областной комитет КПСС Коми
8. Марийский областной комитет КПСС
9. Мордовский областной комитет КПСС
10. Северо-Осетинский областной комитет КПСС
11. Татарский областной комитет КПСС
12. Тувинский областной комитет КПСС
13. Удмуртский областной комитет КПСС
14. Чечено-Ингушский областной комитет КПСС
15. Чувашский областной комитет КПСС
16. Якутский областной комитет КПСС

#### Автономная область
1. Адыгейский областной комитет КПСС
2. Горно-Алтайский областной комитет КПСС
3. Карачаево-Черкесский областной комитет КПСС
4. Хакасский областной комитет КПСС
5. Еврейский областной комитет КПСС

### Коммунистическая партия Азербайджана
1. Нахичеванский областной комитет КП Азербайджана
2. Нагорно-Карабахский областной комитет КП Азербайджана

### Коммунистическая партия Беларуси
1. Брестский областной комитет КП Беларуси
2. Витебский областной комитет КП Беларуси
3. Гомельский областной комитет КП Беларуси
4. Гродненский областной комитет КП Беларуси
5. Минский областной комитет КП Беларуси
6. Минский городской комитет КП Беларуси[8]
7. Могилёвский областной комитет КП Беларуси

### Коммунистическая партия Грузии (СССР)
1. Абхазский областной комитет КП Грузии
2. Аджарский областной комитет КП Грузии
3. Кутаисский областной комитет КП Грузии
4. Юго-Осетинский областной комитет КП Грузии

### Коммунистическая партия Казахстана (СССР)
1. Актюбинский областной комитет КП Казахстана
2. Алма-Атинский областной комитет КП Казахстана
3. Алма-Атинский городской комитет КП Казахстана[9]
4. Восточно-Казахстанский областной комитет КП Казахстана
5. Гурьевский областной комитет КП Казахстана
6. Джамбульский областной комитет КП Казахстана
7. Джезказганский областной комитет КП Казахстана
8. Карагандинский областной комитет КП Казахстана
9. Кзыл-Ординский областной комитет КП Казахстана
10. Кокчетавский областной комитет КП Казахстана
11. Кустанайский областной комитет КП Казахстана
12. Мангистауский областной комитет КП Казахстана
13. Павлодарский областной комитет КП Казахстана
14. Северо-Казахстанский областной комитет КП Казахстана
15. Семипалатинский областной комитет КП Казахстана
16. Талды-Курганский областной комитет КП Казахстана
17. Тургайский областной комитет КП Казахстана
18. Уральский областной комитет КП Казахстана
19. Целиноградский областной комитет КП Казахстана
20. Чимкентский областной комитет КП Казахстана

### Коммунистическая партия Кыргызстана (СССР)
1. Джалал-Абадский областной комитет КП Кыргызстана
2. Иссык-Кульский областной комитет КП Кыргызстана
3. Нарынский областной комитет КП Кыргызстана
4. Ошский областной комитет КП Кыргызстана
5. Таласский областной комитет КП Кыргызстана
6. Чуйский областной комитет КП Кыргызстана

### Коммунистическая партия Таджикистана
1. Горно-Бадахшанский областной комитет КП Таджикистана
2. Кулябский областной комитет КП Таджикистана
3. Курган-Тюбинский областной комитет КП Таджикистана
4. Ленинабадский областной комитет КП Таджикистана

### Коммунистическая партия Туркменистана
1. Красноводский областной комитет КП Туркменистана
2. Марыйский областной комитет КП Туркменистана
3. Ташаузский областной комитет КП Туркменистана
4. Чарджоуский областной комитет КП Туркменистана

### Коммунистическая партия Узбекистана (СССР)
1. Андижанский областной комитет КП Узбекистана
2. Бухарский областной комитет КП Узбекистана
3. Джизакский областной комитет КП Узбекистана
4. Каракалпакский областной комитет КП Узбекистана
5. Кашкадарьинский областной комитет КП Узбекистана
6. Наманганский областной комитет КП Узбекистана
7. Самаркандский областной комитет КП Узбекистана
8. Сурхандарьинский областной комитет КП Узбекистана
9. Сырдарьинский областной комитет КП Узбекистана
10. Ташкентский областной комитет КП Узбекистана
11. Ферганский областной комитет КП Узбекистана
12. Хорезмский областной комитет КП Узбекистана

### Коммунистическая партия Украины
1. Винницкий областной комитет КП Украины[укр.]
2. Волынский областной комитет КП Украины[укр.]
3. Днепропетровский областной комитет КП Украины
4. Донецкий областной комитет КП Украины
5. Житомирский областной комитет КП Украины
6. Закарпатский областной комитет КП Украины[укр.]
7. Запорожский областной комитет КП Украины
8. Ивано-Франковский областной комитет КП Украины
9. Киевский областной комитет КП Украины
10. Киевский городской комитет КП Украины[10]
11. Кировоградский областной комитет КП Украины
12. Крымский областной комитет КП Украины
13. Луганский областной комитет КП Украины
14. Львовский областной комитет КП Украины
15. Николаевский областной комитет КП Украины
16. Одесский областной комитет КП Украины
17. Полтавский областной комитет КП Украины
18. Ровенский областной комитет КП Украины
19. Севастопольский городской комитет КП Украины[11]
20. Сумской областной комитет КП Украины
21. Тернопольский областной комитет КП Украины
22. Харьковский областной комитет КП Украины
23. Херсонский областной комитет КП Украины
24. Хмельницкий областной комитет КП Украины[укр.]
25. Черкасский областной комитет КП Украины
26. Черниговский областной комитет КП Украины
27. Черновицкий областной комитет КП Украины

## Областные комитеты КПСС, упразднённые или переименованные к 1991 году

### Переименованные
1. Аккерманский областной комитет КП(б) Украины (1940)
2. Акмолинский областной комитет КП Казахстана (1939—1960)
3. Бурят-Монгольский областной комитет КПСС (1923—1958)
4. Ворошиловградский областной комитет КП Украины (1938—1958, 1970—1990)
5. Западно-Казахстанский областной комитет КП Казахстана (1932—1962)
6. Кабардинский областной комитет КПСС (1944—1957)
7. Каменец-Подольский областной комитет КП(б) / КП Украины[укр.] (1937—1954)
8. Красноводский областной комитет КП Туркменистана (1939—1947, 1952—1955, 1973—1988)
9. Крымский областной комитет КПСС (1921—1954)
10. Мангышлакский областной комитет КП Казахстана (1973—1988)
11. Молотовский областной комитет КПСС (1940—1957)
12. Средневолжский областной комитет ВКП(б) (1928—1929)
13. Сталинградский областной комитет КПСС (1936—1961)
14. Сталинский областной комитет КП Украины (1938—1961)
15. Станиславский областной комитет КП Украины (1939—1962)
16. Тянь-Шаньский областной комитет КП Кыргызстана (1939—1962)
17. Фрунзенский областной комитет КП Кыргызстана (1939—1959)
18. Хатлонский областной комитет КП Таджикистана (1988—1990)
19. Чкаловский областной комитет КПСС (1938—1957)
20. Южно-Казахстанский областной комитет КП Казахстана (1932—1962)

### Упразднённые
1. Арзамасский областной комитет КПСС (1954—1957)
2. Ашхабадский областной комитет КП Туркменистана (1939—1959, 1973—1988)
3. Балашовский областной комитет КПСС (1954—1957)
4. Барановичский областной комитет КП Беларуси (1939—1954)
5. Белостокский областной комитет КП(б) Беларуси (1939—1944)
6. Бобруйский областной комитет КП Беларуси (1944—1954)
7. Великолукский областной комитет КПСС (1944—1957)
8. Вилейский областной комитет КП(б) Беларуси (1939—1944)
9. Вильнюсский областной комитет КП Литвы (1950—1953)
10. Восточно-Сибирский областной комитет ВКП(б) (1936—1937)
11. Гармский областной комитет КП Таджикистана (1939—1955)
12. Горский областной комитет РКП(б) (1921—1924)
13. Грозненский областной комитет КПСС (1944—1957)
14. Даугавпилсский областной комитет КП Латвии (1952—1953)
15. Дрогобычский областной комитет КП Украины (1939—1959)
16. Западный областной комитет ВКП(б) (1929—1937)
17. Ивановский промышленный областной комитет ВКП(б) (1929—1936)
18. Измаильский областной комитет КП Украины[укр.] (1940—1954)
19. Каменский областной комитет КПСС (1954—1957)
20. Каунасский областной комитет КП Литвы (1950—1953)
21. Керкинский областной комитет КП(б) Туркменистана (1943—1947)
22. Киргизский областной комитет ВКП(б) (1926—1936)
23. Клайпедский областной комитет КП Литвы (1950—1953)
24. Лиепайский областной комитет КП Латвии (1952—1953)
25. Молдавский областной комитет КП(б) Украины[укр.] (1924—1940)
26. Молодечненский областной комитет КП Беларуси (1944—1960)
27. Навоийский областной комитет КП Узбекистана (1982—1988)
28. Немцев Поволжья АССР областной комитет ВКП(б) (1925—1941)
29. Обско-Иртышский областной комитет ВКП(б) (1934)
30. Пинский областной комитет КП Беларуси[бел.] (1939—1954)
31. Полесский областной комитет КП Беларуси (1938—1954)
32. Полоцкий областной комитет КП Беларуси[бел.] (1944—1954)
33. Пярнуский областной комитет КП Эстонии (1952—1953)
34. Рижский областной комитет КП Латвии (1952—1953)
35. Северный областной комитет ВКП(б) (1936—1937)
36. Сталинабадский областной комитет КП(б) Таджикистана (1939—1951)
37. Таллинский областной комитет КП Эстонии (1952—1953)
38. Тартуский областной комитет КП Эстонии (1952—1953)
39. Уральский областной комитет ВКП(б) (1923—1934)
40. Ура-Тюбинский областной комитет КП(б) Таджикистана (1945—1947)
41. Центрально-Чернозёмный областной комитет ВКП(б) (1928—1934)
42. Черкесский областной комитет КПСС (1928—1957)
43. Шяуляйский областной комитет КП Литвы (1950—1953)